# 篠塚康介
篠塚 康介（しのつか こうすけ、1999年3月16日 - ）は、日本の元AV男優。

## 人物
千葉県出身、開智高校卒業、早稲田大学文学部中退 。

## 出演

### テレビ
- じっくり聞いタロウ ～スター近況（秘）報告～（2019年10月25日、テレビ東京）[2][3]

### ウェブテレビ
- AbemaPrime（2019年7月、AbemaTV）[4]
- ベーシックインカムシネマズ（2019年、BasicIncome）[5]
- 早稲田大学ロータリーの会×SODトークイベント＃持ち帰えらNIGHT（2020年8月29日、ロータリーの会公式Twitterなど）[6]

## 作品

### アダルトビデオ
- 現役W大生女装子 AVデビュー 中星ゆかり（2020年1月9日、レイディックス）

### 配信アダルトビデオ
- 洸の部屋 XmasSpecial《Scene01》（AMW）
- No.987　【中星二番☆センジ サクセス ストーリー】 AV女優 望月あやかの家にいってみた 前編（2019年12月19日、HimeMix）共演：望月あやか
- No.988　【中星二番☆センジ サクセス ストーリー】AV女優 望月あやかの家にいってみた 後編（2019年12月26日、HimeMix）共演：望月あやか
- No.991　【中星二番☆センジ サクセス ストーリー】 1000コキ 発射チャレンジ（2020年1月16日、HimeMix）
- No.993　【中星二番☆センジ サクセス ストーリー】初詣 前編（2020年1月30日、HimeMix）
- No.998　【中星二番☆センジ サクセス ストーリー】 初詣 後編（2020年3月5日、HimeMix）共演：紗々原ゆり
- 某有名若手ノンケAV男優が友達のノリでお互いの身体をちちくり合う（2020年1月22日、HUNK CHANNEL）
- 男子大学生AV男優の卵がゲイ動画に初出演、男の技にイカされる（2020年1月8日、HUNK CHANNEL）